# سوراخ‌کاری (بدن)

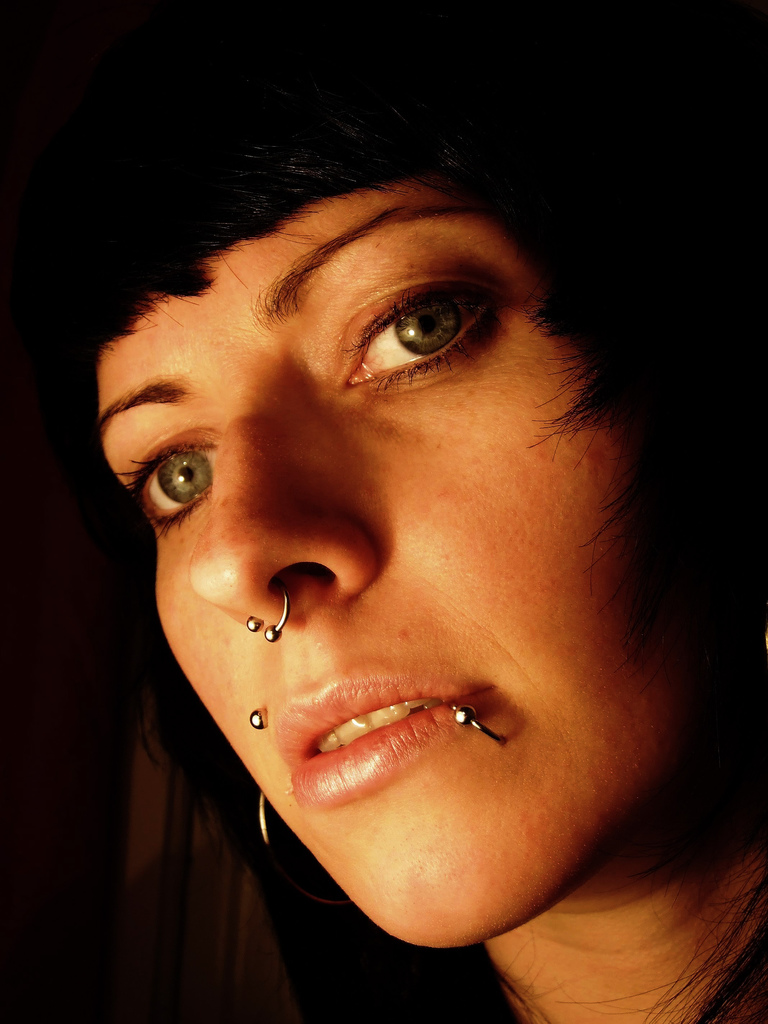
دختری با چندین پرسینگ صورت

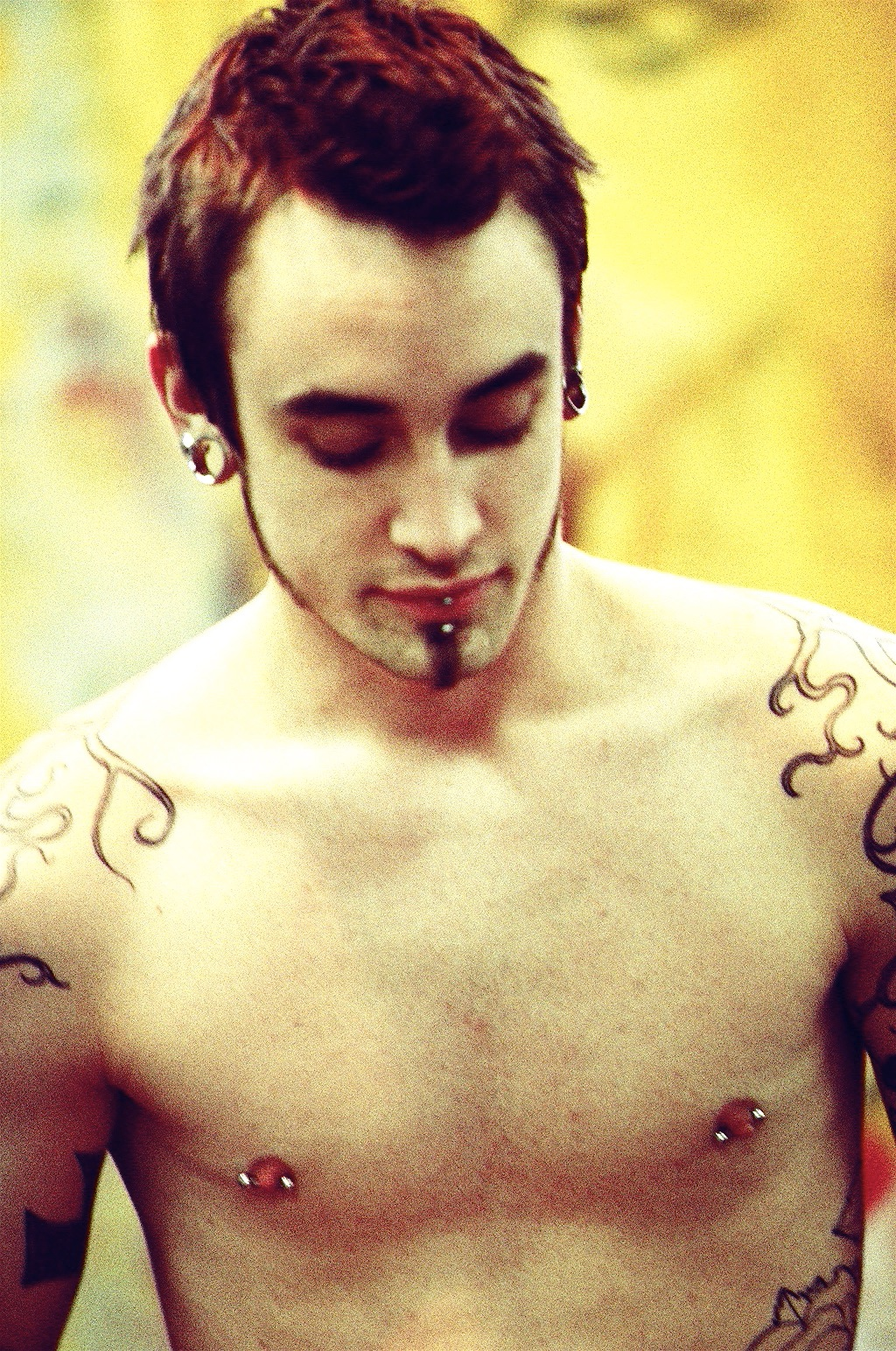
سوراخ‌کاری بدن یک مرد، نوک سینه، گوش، لب و بینی

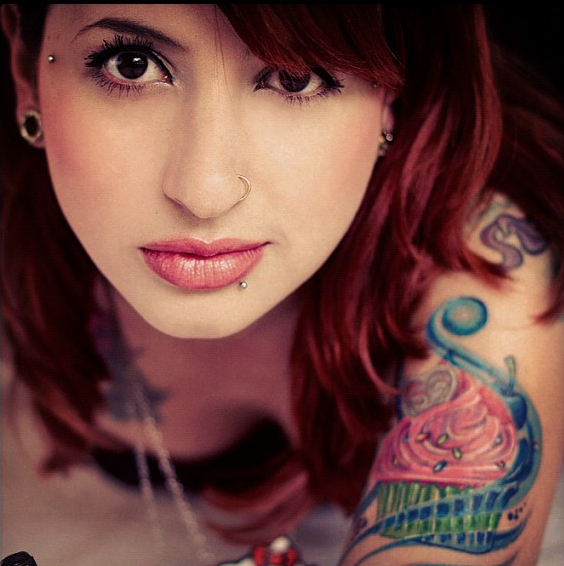
سوراخ‌کاری زیر لب، دیوارهٔ چ‍پ بینی و کنارهٔ چشم راست

سوراخ‌کاری یا پیرسینگ یا آژین‌کاری (به انگلیسی: body
piercing) شامل سوراخ کردن یا بریدن قسمتی از اعضای بدن است که برای نصب جواهرات یا انداختن حلقه و آویز ایجاد می‌شود. آژین کردن نوعی تغییرات بدن است. معیارهای فرهنگی بازتاب سوراخ‌کاری بدن بسیار گوناگون است. سوراخ کردن بدن، که نوعی اصلاح بدن است، نوعی سوراخ کردن یا بریدن بخشی از بدن انسان است، ایجاد شکافی که ممکن است در آن از جواهرات استفاده شود یا جایی که می‌توان کاشت را وارد کرد. کلمه پیرسینگ می‌تواند به عمل یا عمل سوراخ کردن بدن یا به شکافی در بدن ایجاد شود که با این عمل یا عمل ایجاد شده‌است. همچنین می‌تواند با نام تجاری به تزئینات حاصل یا جواهرات تزئینی استفاده شده اشاره کند. ایمپلنت‌های پیرسینگ باعث تغییر شکل بدن یا پوست می‌شوند (به عنوان مثال نخ‌های طلایی کاشت‌های زیر پوستی، پلاتین، تیتانیوم یا پلاستیک درجه یک را نصب می‌کنند). اگرچه تاریخچه پیرسینگ بدن با اطلاعات غلط عمومی و عدم مراجعه دانشمندان پنهان است، اما شواهد کافی برای اثبات این امر وجود دارد که از زمان‌های بسیار قدیم در سراسر جهان توسط چندین جنس مورد استفاده قرار گرفته‌است.
سوراخ کردن گوش و سوراخ کردن بینی به‌طور گسترده‌ای گسترش یافته‌است و به خوبی در پرونده‌های تاریخی و کالاهای قبر دیده می‌شود. قدیمی‌ترین بقایای مومیایی شده‌ای که تاکنون کشف شده، گوشواره‌های ورزشی است که گواه وجود این عمل بیش از ۵۰۰۰ سال پیش است. سوراخ کردن بینی تا سال ۱۵۰۰ قبل از میلاد مستند شده‌است. پیرسینگ این نوع در سطح جهانی ثبت شده‌است، در حالی که پیرسینگ لب و زبان از لحاظ تاریخی در فرهنگ‌های قبیله ای آفریقا و آمریکا یافت می‌شد. پیرسینگ نوک پستان و دستگاه تناسلی نیز در فرهنگ‌های مختلف انجام شده‌است، پیرسینگ نوک پستان حداقل به روم باستان برمی گردد در حالی که سوراخ کردن دستگاه تناسلی در هند باستان توصیف شده‌است. ۳۲۰ تا ۵۵۰ قبل از میلاد. تاریخچه پیرسینگ ناف کمتر مشخص است. عمل پیرسینگ بدن در فرهنگ غربی رو به زوال و کاهش یافته‌است، اما از زمان جنگ جهانی دوم با محبوبیت بیشتری روبرو شده‌است، به طوری که محل‌های دیگری غیر از گوش در دهه ۱۹۷۰ محبوبیت خرده فرهنگ پیدا کردند و در دهه ۱۹۹۰ به جریان اصلی گسترش یافتند.
دلایل سوراخ کردن یا سوراخ نکردن متنوع است. برخی از افراد به دلایل مذهبی یا معنوی سوراخ می‌کنند، برخی دیگر برای بیان خود، به دلیل زیبایی شناختی، برای لذت جنسی، مطابقت با فرهنگ خود یا شورش در برابر آن، سوراخ می‌کنند. برخی از اشکال پیرسینگ بحث‌برانگیز باقی می‌ماند، به ویژه هنگامی که در جوانان اعمال می‌شود. نمایش یا قرار دادن پیرسینگ توسط مدارس، کارفرمایان و گروه‌های مذهبی محدود شده‌است. علی‌رغم اختلاف نظر، برخی از افراد اشکال شدید پیرسینگ بدن را انجام داده‌اند، به طوری که گینس به افرادی که صدها و حتی هزاران سوراخ دائمی و موقتی دارند، رکورد جهانی را اعطا کرده‌است.
روش‌های مدرن پیرسینگ بدن، استفاده مکرر از مواد سوراخ کننده بدن و اغلب استفاده از ابزارهای تخصصی تولید شده برای این منظور، تأکید دارند. پیرسینگ بدن یک روش تهاجمی است که برخی از خطرات شامل واکنش آلرژیک، عفونت ، زخم بیش از حد و صدمات جسمی پیش‌بینی نشده را دارد، اما اقدامات احتیاطی از قبیل روش‌های سوراخ کردن بهداشت و مراقبت‌های دقیق بعدی برای به حداقل رساندن احتمال مواجهه با مشکلات جدی تأکید شده‌است. زمان بهبودی لازم برای سوراخ کردن بدن ممکن است با توجه به محل قرارگیری بسیار متفاوت باشد، از کمی در ماه برای بعضی از سوراخ‌های دستگاه تناسلی تا دو سال کامل برای ناف. برخی از سوراخ کردن ممکن است پیچیده‌تر باشد و منجر به کندن شود.

## تاریخچه سوراخ کاری بدن

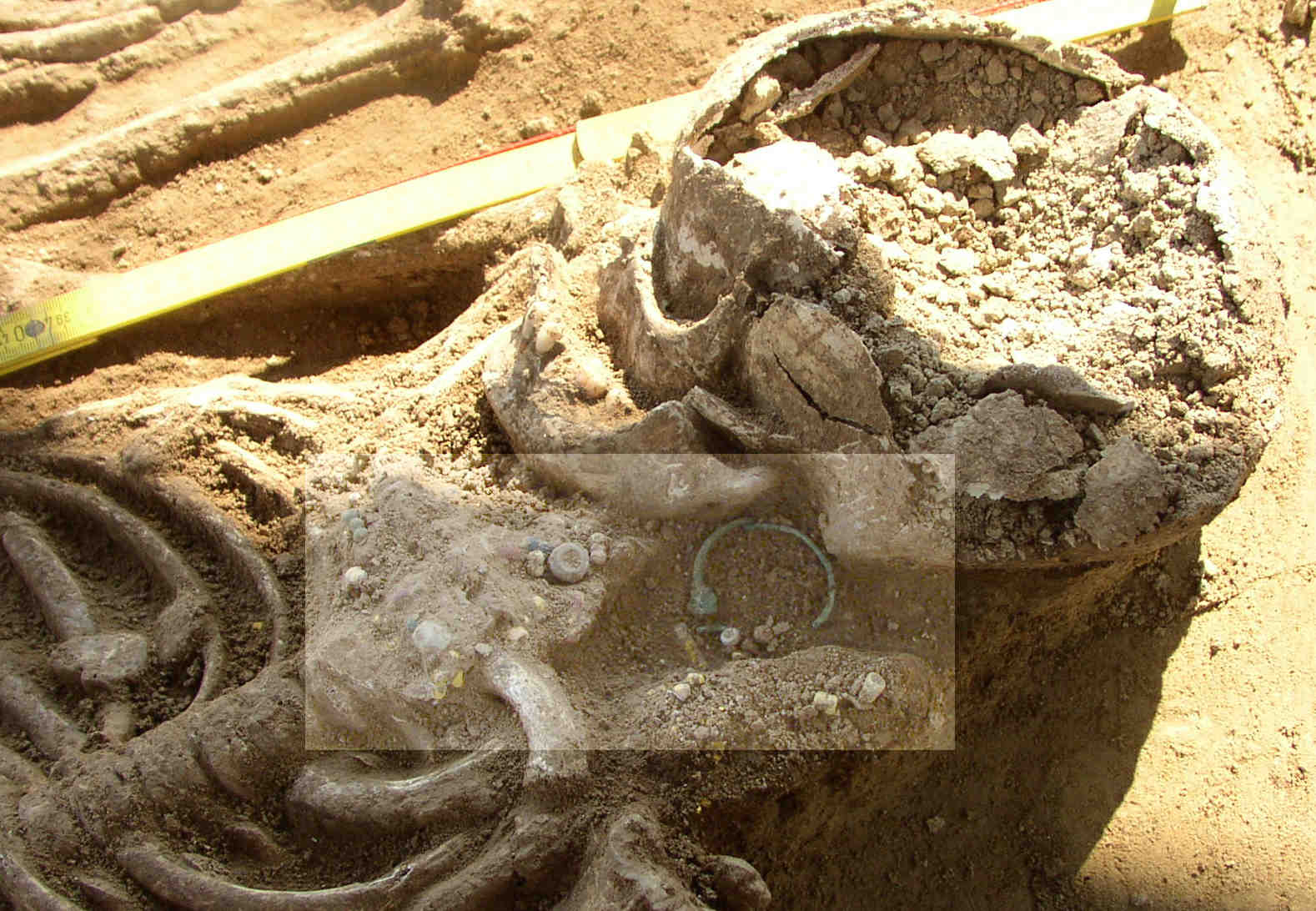
گوشواره ای که در قبر Alamannic در آلمان پیدا شد، به تاریخ حدود قرن ۶ یا ۷ میلادی

این گونه که از شواهد مشخص می‌شود سوراخ کاری بدن (شامل سوراخ کاری گوش) در زمان قدیم (باستان) در سراسر اقوام دورتادور دنیا انجام می‌شده‌است. بدن‌های مومیایی شده که دارای سوراخ کاری بودند کشف شده‌اند. قدیمی‌ترین مومیایی که تاکنون پیدا شده اوتسی مرد یخی است که در یخ‌رود شنالشتال در کوه‌های آلپ اوتسال در نزدیکی هاوبسلابیوخ در مرز میان اتریش و ایتالیا یافت‌شده‌است. این مومیایی یک سوراخ کاری گوش به ضخامت ۷–۱۱ میلی‌متری داشته‌است.
در کتاب پیدایش بایبل ۲۴:۲۲ ابراهیم یک حلقه بینی و یک بازوبند به ربکا زن پسرش (اسحاق) داد. در سِفر خروج: ۳۲ سامری بت گوساله طلایی را از حلقه‌های ذوب شده ساخت. در سِفر تثنیه ۱۵:۱۲–۱۷ سوراخ کاری گوش را به عنوان یک علامت بردگی بیان می‌کند. سوراخ کاری گوش از قرن ۱۶ام در هند رایج بوده‌است.
زینت بدن اخیراً به یک موضوع تحقیقات جدی باستان شناسان تبدیل شده‌است، که به دلیل کمبود منابع اولیه در مطالعه سوراخ کردن بدن مانع ایجاد شده‌است. در اسناد اولیه به ندرت از استفاده از پیرسینگ یا معنای آن بحث شده‌است، و گرچه جواهرات در میان کالاهای قبر معمول است، اما خراب شدن گوشتی که قبلاً آراسته‌است، تشخیص نحوه استفاده از جواهرات را دشوار می‌کند. همچنین، رکورد مدرن با اختراعات داگ مالوی مشتاق سوراخ کننده قرن بیستم روبرو شده‌است. در دهه ۱۹۶۰ و ۱۹۷۰، مالوی با دادن پاتینای تاریخ، سوراخ کردن بدن معاصر را به بازار عرضه کرد. جزوه بدن وی و سوراخ کردن دستگاه تناسلی به‌طور خلاصه شامل افسانه‌های شهری متداول در شهر است مانند این مفهوم که شاهزاده آلبرت سوراخکاری را که نام او را به اشتراک می‌گذارد اختراع کرده‌است تا از آلت تناسلی بزرگ خود در شلوارهای تنگ کمرنگ شود، و قاصدان رومی کیپ‌های خود را به نوک سینه متصل می‌کنند سوراخ کردن. برخی از اسطوره‌های مالوی به صورت واقعی در تاریخچه سوراخکاری متعاقباً منتشر شده‌است.

### سوراخ کردن گوش
سوراخ کردن گوش از زمان‌های بسیار قدیم در همه دنیا انجام می‌شده‌است و شواهد قابل توجه و مکتوب و باستان‌شناسی این عمل وجود دارد. اجساد مومیایی شده با گوش‌های سوراخ شده کشف شده‌است، از جمله قدیمی‌ترین جسد مومیایی کشف شده تاکنون، ایتزی یخچال ۵۳۰۰ ساله، که در یخچالی در ایتالیا پیدا شده‌است. این مومیایی دارای سوراخ گوش به قطر ۷–۱۱ میلی‌متر است. قدیمی‌ترین گوشواره‌های پیدا شده در یک قبر مربوط به سال ۲۵۰۰ قبل از میلاد است. اینها در شهر سومری اور واقع شده بودند، خانه پدرسالار کتاب مقدس ابراهیم. گوشواره‌ها در کتاب مقدس ذکر شده‌است. در پیدایش ۳۵: ۴، یعقوب گوشواره‌های اعضای خانواده خود را به همراه بتهایشان دفن می‌کند. در خروج ۳۲، هارون گوساله طلایی را از گوشواره‌های ذوب شده درست می‌کند. تثنیه ۱۵: ۱۲–۱۷ سوراخ گوش را برای برده‌ای انتخاب می‌کند که آزاد نشود. همچنین به گوشواره‌ها در ارتباط با الهه هندو لاکشمی در وداها اشاره می‌شود. گوشواره‌های گوش سوراخ شده در یک قبر در منطقه اوووک بین روسیه و چین بین ۴۰۰ تا ۳۰۰ قبل از میلاد پیدا شد.
در میان Tlingit اقیانوس آرام شمال غربی آمریکا، گوشواره نشانه اشراف و ثروت بود، زیرا قرار دادن هر گوشواره روی کودک باید از یک گلدان گران‌قیمت خریداری می‌شد. گوشواره در سلسله هجدهم مصر (۱۲۵۰–۱۵۵۰ پ. م) معمول بود و عموماً به شکل حلقه آویز و طلای درمی‌آمد. به نظر می‌رسد گوشواره‌های طلایی گل مروارید و شکلی مانند گل سرخ مخصوص نجیب‌زاده‌ها بوده‌است. یونانیان باستان از گوشواره‌های آویز خمیری شکل مانند پرندگان مقدس یا نیمه خدایان استفاده می‌کردند، در حالی که زنان روم باستان از سنگ‌های قیمتی گرانبها در گوش‌های خود استفاده می‌کردند.
در اروپا، گوشواره‌های زنان به‌طور کلی بین قرن‌های ۴ و ۱۶ از مد افتاد، زیرا سبک‌های لباس و مو تمایل به پنهان شدن گوش‌ها داشت، اما پس از آن به تدریج در ایتالیا، اسپانیا، انگلیس و فرانسه رواج یافتند - آمریکای شمالی - تا اینکه پس از جنگ جهانی اول، سوراخ کردن از حالت مطلوب خارج شد و گوشواره کلیپ-روی تازه اختراع شده مد شد. بر اساس کتاب آناتومی سو Ab استفاده توسط فیلیپ استابس، گوشواره‌ها حتی بیشتر از زنان در میان مردان قرن شانزدهم دیده می‌شد، در حالی که رافائل هولینشد در سال ۱۵۷۷ این عمل را در میان «درباریان شهوتران» و «آقایان شجاعت» تأیید می‌کند. اسپانیا، عمل سوراخ کردن گوش در میان مردان اروپایی به دربار هنری سوم فرانسه و سپس به دوران الیزابت انگلیس گسترش یافت، جایی که گوشواره‌ها (که معمولاً فقط در یک گوش قرار می‌گیرند) توسط افراد مشهوری مانند رابرت کار، اولین ارل سامرست، شکسپیر، سر والتر رالی و چارلز اول انگلیس. مردان معمولی نیز گوشواره می‌پوشیدند. از قرون وسطی اروپا، یک باور خرافی مبنی بر اینکه سوراخ شدن یک گوش باعث بهبود دید در مسافت طولانی می‌شود، منجر به تمرین بین ملوانان و کاوشگران شد. ملوانان همچنین گوشهایشان را سوراخ کردند با این اعتقاد که اگر بدنشان در ساحل شسته شود، گوشواره‌های آنها می‌توانند هزینه دفن مسیحیان را پرداخت کنند.

### سوراخ کردن بینی
سوراخ کردن بینی نیز سابقه طولانی دارد. حدود ۱۵۰۰ قبل از میلاد، وداها به سوراخ بینی لاکشمی اشاره می‌کنند، اما اعتقاد بر این است که عمل مدرن در هند از قبایل عشایر خاورمیانه با مسیر امپراطورهای مغول در قرن شانزدهم گسترش یافته‌است. به دلیل ارتباط سوراخ بینی با اندام‌های تولید مثل زنان در پزشکی آیورودا، استفاده از ناخن بینی، معمولاً در سوراخ بینی چپ، برای زنان هندوی هند در سن باروری معمول است. این سوراخ کردن گاهی اوقات شب قبل از ازدواج زن انجام می‌شود.
سوراخ کردن بینی توسط قبایل بادیه نشین در خاورمیانه و اقوام بربر و بجا در آفریقا و همچنین بومیان استرالیا انجام شده‌است. بسیاری از قبایل بومیان آمریکا و آلاسکا سوراخکاری سپتوم را انجام می‌دادند. این محبوبیت در میان آزتک‌ها، مایاها و قبایل گینه نو بود که بینی‌های سوراخ شده خود را با استخوان و پر تزئین می‌کردند تا نماد ثروت و (در میان مردان) مردانگی باشد. نام قبیله Nez Perce از این عمل گرفته شده‌است، اگرچه سوراخ کردن بینی در این قبیله معمول نبود. آزتک‌ها، مایاها و اینکاها از انگشترهای سپتوم طلا برای تزئین استفاده می‌کردند و این کار تا امروز توسط کونا پاناما ادامه داشت. سوراخ کردن بینی در پاکستان و بنگلادش همچنان محبوب است و در تعدادی از کشورهای خاورمیانه و عربی انجام می‌شود.

### سوراخ کردن لب
سوراخ کردن لب و کشش لب از نظر تاریخی در برخی از فرهنگهای قبیله ای در آفریقا و قاره آمریکا وجود داشت. تزئینات سوراخ شده لب، یا پارچه‌های لب، توسط Tlingit و همچنین مردم پاپوآ گینه نو و حوضه آمازون انجام می‌شد. آزتک‌ها و مایاها نیز دارای بربرت بودند، در حالی که مردم دوگن مالی و نوبه دره نیل انگشتر داشتند. عمل کشش لبها با سوراخ کردن آنها و قرار دادن صفحات یا شاخه در سراسر Mesoamerica پیش از کلمبیا و آمریکای جنوبی و همچنین در میان قبایل شمال غربی اقیانوس آرام و آفریقا مشاهده شد. در بعضی از مناطق مالاوی، این بسیار معمول بود که خانمها لبهای خود را با دیسک لب "pelele" تزئین می‌کنند که با بزرگ شدن تدریجی از کودکی می‌تواند به چندین اینچ قطر برسد و در نهایت انسداد فک را تغییر می‌دهد. چنین کشش لب هنوز در بعضی جاها انجام می‌شود. زنان قبیله Nilotic Mursi در دره نیل به مناسبت‌هایی از حلقه‌های لب استفاده می‌کنند که قطر آنها ممکن است به ۱۵ سانتی‌متر (۵٫۹ اینچ) برسد.

## در سرتاسر جهان
سوراخ کاری هر دو گوش به مدت زیادی به وسیله مردها در کشورهای که فرهنگ غربی ندارند انجام می‌شده‌است.
انواع دیگر سوراخ کاری بدن همانند سوراخ کاری گوش به صورت پیوسته وجود داشته‌است. برای مثال زن‌های هندی سوراخ کاری بینی را به صورت یک عمل عادی قرن‌هاست که انجام می‌دهند.

## اعضای رایج بدن که سوراخ‌کاری می‌شوند
- سوراخ‌کاری بالای لب (بوسه‌گاه)(برای مثال: روی صورت مردان جای رشد سیبیل)Monroe piercing
- سوراخ‌کاری پل بینی (قسمت بالای بینی - زیر نقطه اتصال ابروها)Bridge
- سوراخ‌کاری گونه (روی گونه قرار می‌گیرد)Cheek/Anti-Eyebrow
- سوراخ‌کاری غضروف گوش (این سوراخ‌کاری در بخش‌های غضروفی گوش کار می‌شود)Ear cartilage
- سوراخ‌کاری لاله گوش (این سوراخ‌کاری در نرمه گوش-لاله- کار می‌شود)Ear lobes
- سوراخ‌کاری ابرو (این سوراخ کاری در ابرو و معمولاً به صورت عمودی کار می‌شود)Eyebrow
- سوراخ‌کاری زبانه گوش (این سوراخ‌کاری در غضروفی که در شروع کانال گوش وجود دارد انجام می‌شود)Tragus
- سوراخ‌کاری لب (این سوراخ‌کاری بر روی لب یا اطراف آن انجام می‌شود-لبرت در لب پایینی کار می‌شود)Lip / Labret
- سوراخ‌کاری سوراخ بینی (این سوراخ‌کاری روی بیرون بینی انجام می‌شود و حلقه از سوراخ آویز می‌شود)Nostril
- سوراخ‌کاری دیواره بینی (این سوراخ‌کاری در دیواره بین دو سوراخ بینی کار می‌شود و حلقه از میان دو سوراخ آویز می‌شود)Septum
- سوراخ‌کاری زبان (این سوراخ‌کاری در وسط زبان انجام می‌شود)Tongue
- سوراخ‌کاری غشای زیر زبان (این سوراخ‌کاری در اطراف ماهیچه زیر زبان انجام می‌شود)Frenulum
- سوراخ‌کاری نوک پستان زنان (این سوراخ‌کاری در نوک سینه زنان انجام می‌شود)Female Nipples
- سوراخ‌کاری نوک پستان مردان (این سوراخ‌کاری در نوک سینه مردان انجام می‌شود)Male Nipples
- سوراخ‌کاری ناف (این سوراخ‌کاری معمولاً در لبه بالای حلقه ناف کار می‌شود)Navel piercing
- سوراخ‌کاری گوشت بین انگشتها (این سوراخ‌کاری در گوشت آزاد بین انگشتان کار می‌شود-مثلاً بین انگشت اشاره و شست)Hand web
- سوراخ‌کاری سطوح (این سوراخ‌کاری بر روی سطوح صاف بدن کار می‌شود-روی پوست)Surface
- سوراخ‌کاری سینه بند (این سوراخ‌کاری شامل تعدادی پیرسینگ سطحی پشت کمر است که شبیه دوخت پشت کرست است)Corset
- سوراخ‌کاری مدیسون (این سوراخ‌کاری روی پوست سینه زیر گردن انجام می‌شود)Madison
- سوراخ‌کاری پشت گردن (این سوراخ‌کاری روی پوست پشت گردن کار می‌شود)Nape
- سوراخ‌کاری لگنی (این سوراخ‌کاری روی پوست شکم روی لگن کار می‌شود)Hip

## خطرات
عمل سوراخ کاری بدن خطراتی نیز از جمله عفونت بافت‌ها، تغییر شکل ناهنجار و ناخواسته آنها، و ایجاد حساسیت دارد.

## نگارخانه

### نگاره

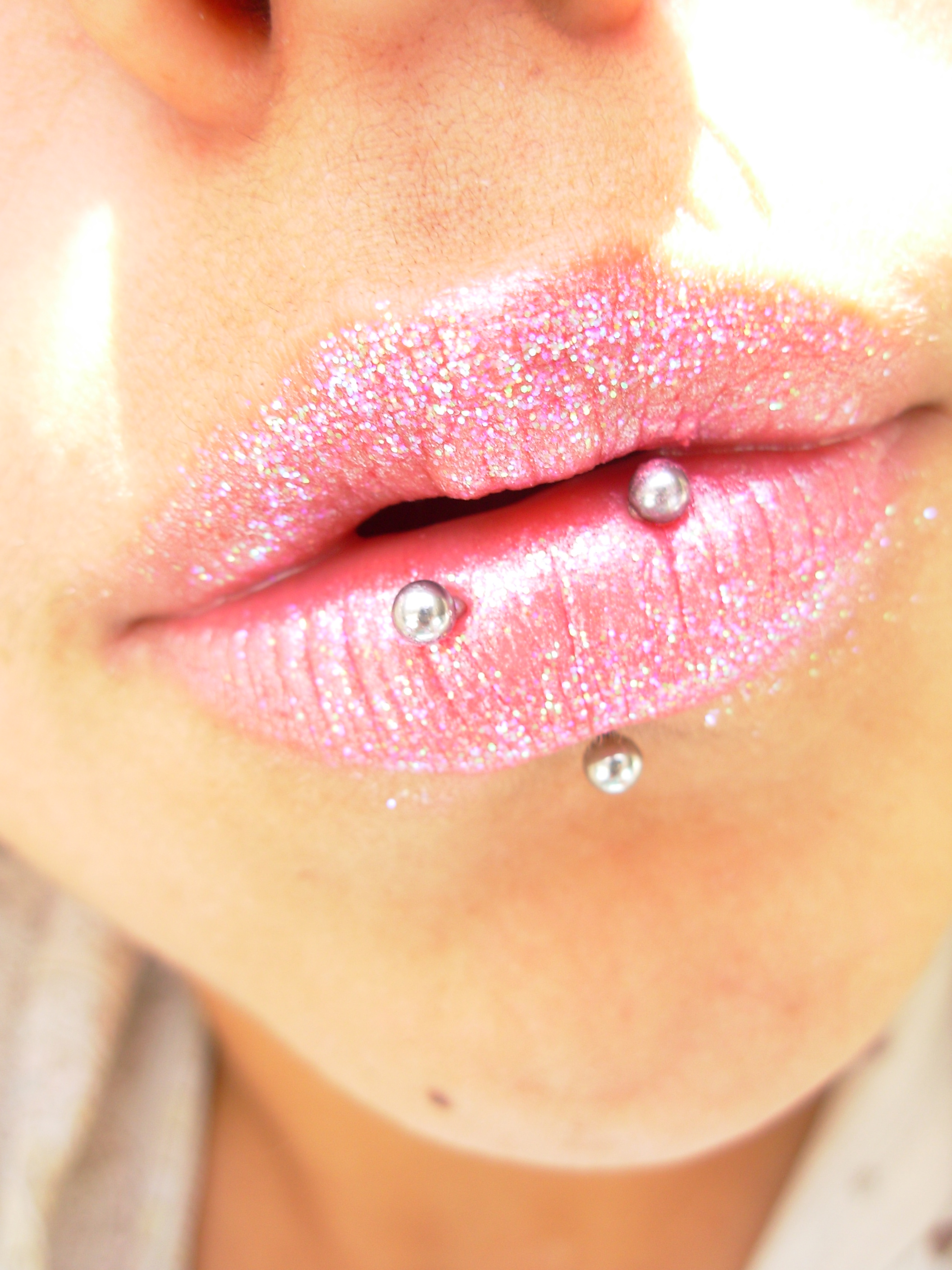
پرسینگ لب
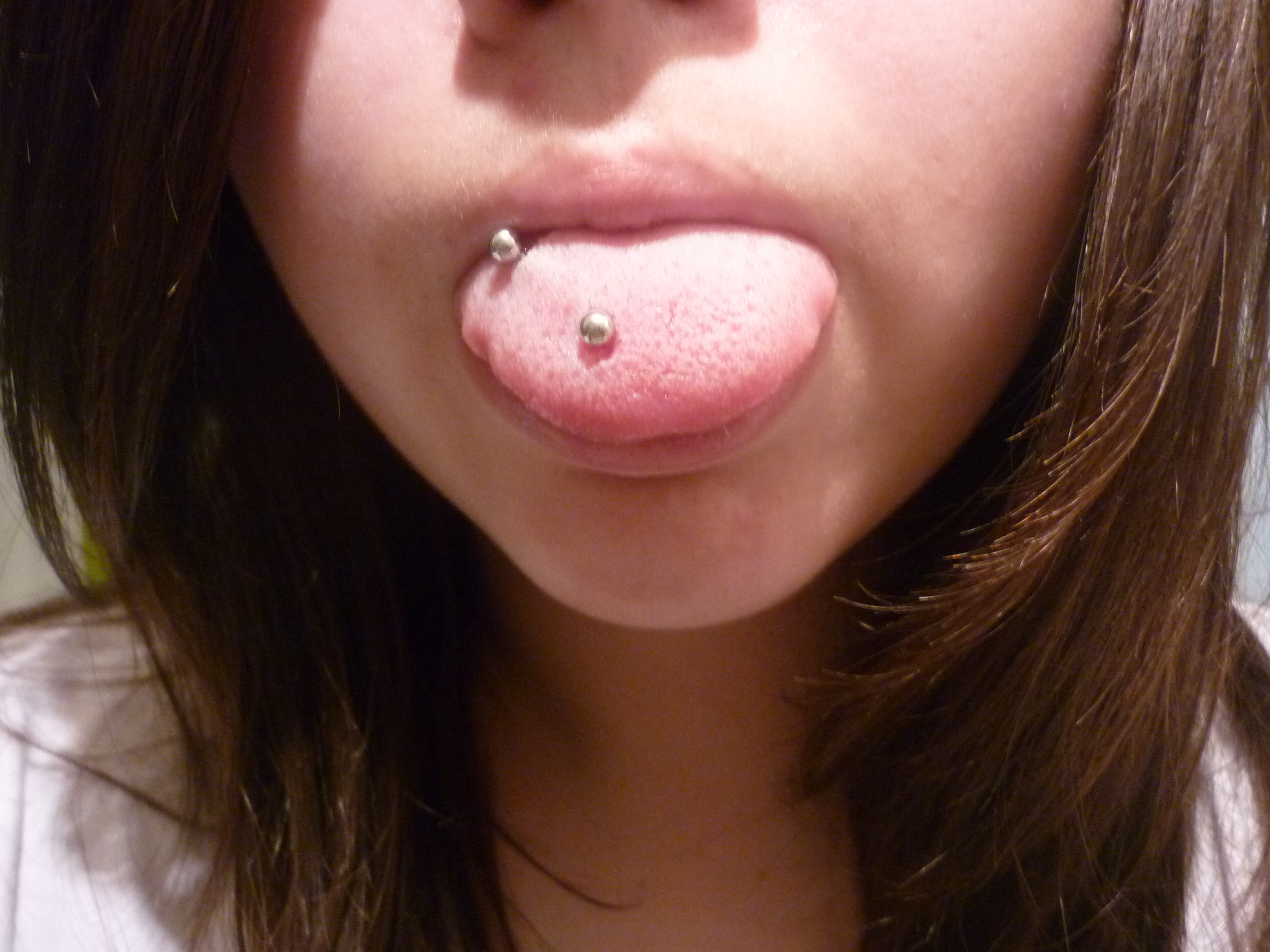
پرسینگ زبان
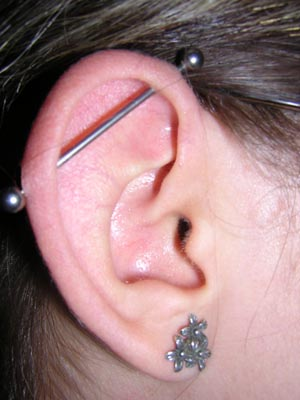
پرسینگ گوش
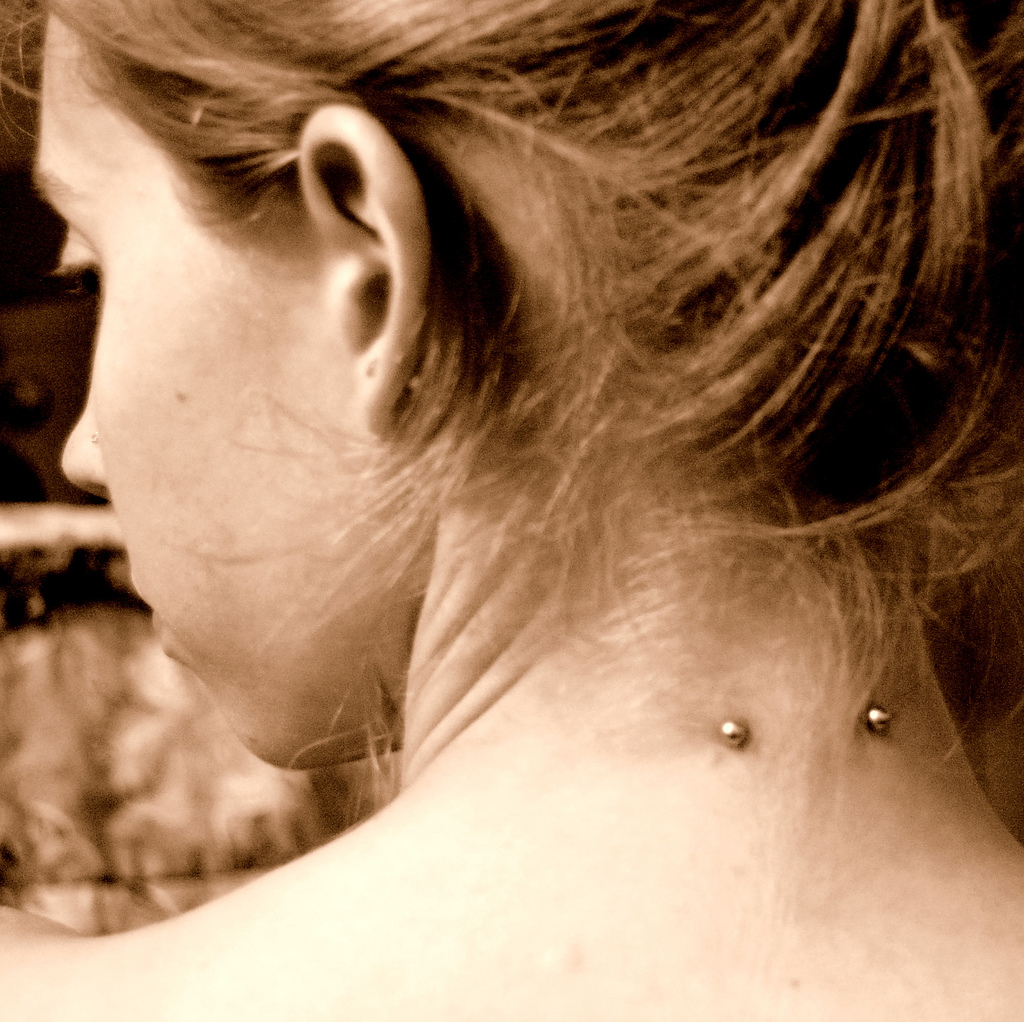
پرسینگ پشت گردن

### ویدیو
- روند پرسینگ زبان
- روند پرسینگ گردن
- روند پرسینگ مدونا